# Учень драконоловця
«Учень драконоловця» (англ. The Dragonslayer's Apprentice) — фентезійний роман новозеландського письменника Девіда Калдера, опублікований 1997 року та ілюстрований Стігом Ретліним. 1998 року вийшов у США у видавництві Scholastic Inc без зміни назви.

## Сюжет
Роман написаний насамперед про дівчину, яку звати Джекі, згодом виявилося, що вона все ж має ім'я Жаклін, яка переконала чоловіка, відомого лише в книзі як «Вбивця драконів», дозволити їй бути його ученицею та працювати з нею разом з його мовчазним помічником, Роном. Спочатку Вбивця драконів неодноразово вважав, що не повинен був приймати її своєю ученицею, сприймаючи себе за божевільного, оскільки взяв на себе відповідальність не просто за жінку, а й за дівчину-підлітка, але в міру того, як розвиваються події, йому стає все комфортніше з нею. Він бачить, що дівчина справді не погана на роботі Вбивці драконів.
Прийнявши Джекі як свою ученицю, Вбивця драконів дізнається від неї, що дівчина — дочка знатної родини, яка втекла, бо їй було надто нудно цілий день займатися жіночими справами. Він вірить більшій частині її історії, але відразу починає думати, що вона насправді з королівської родини, принцеса; Драконоловцю також вдається підтвердити та дати знати Джекі, що він про все здогадується, при цьому прямо не запитуючи нічого в дівчини та не кажучи їй цього. Ближче до завершення роману Вбивцю драконів та Рона швидко повідомляє камергер палацу країни, що Джекі справжня принцеса. Їй дозволено отримувати накидку Драконоловця від свого батька, короля, також він висловлює своє захоплення та гордість за королівство за те, що вона стала першою в історії жінкою-драконоловцем.
У романі дракони не дихають вогнем, але виділяють чорну пару, яку люди зазвичай вважають димом. Автор також натякає, переходячи до ідеї, що просунуті люди повинні бути сприйнятливішими і повинні менше говорити, щоб більше спілкуватися, як це робить Рон.

## Головні герої
- Жаклін «Джекі» — учениця Драконоловця. Спочатку вважала, що зайняття буде веселим, а не «таким серйозним»[10], але дуже добре налаштовується, сприймаючи все, наприкінці книги сама стає Драконоловцем.
- Драконоловець — вчитель Джекі. Його батько також був Драконоловцем[11], тому цей Драконоловець має великий досвід роботи в своїй професії.
- Рон — помічник Драконоловця. Дуже тихий, але також і дуже розумний[12]. Зазвичай у відповідь на запитання він киває або хитає головою. Коли Рон каже три[13] або чотири[14] слова підряд, Джекі жартома каже, що він виступив з промовою[15].
- Білл — Помічник драконоловця, якого Драконоловець наймає після травми Рона. Одружений з удовою Матчем[16] і намагається стати хорошим фермером. Освічений і доброзичливий, якщо він грубий, він працює з Вбивцею драконів та Джекі на одне завдання — вбивство двох гігантських птахів — а потім повертається додому, щоб переобладнати ферму своєї дружини[17].

## Основні теми
Тема книги — успіх і зростання когось через навчання та випробування; частота, наполегливість та винахідливість відіграють свою роль. За словами Схоластика, теми книги «... досягнення та успіх; кмітливість, творчість та уява; відкриття та навчання; життєвий досвід та стосунки». Також книга розповідає про незвичайні досягнення молодої героїні, тому основною темою є сила уявної «слабкої» статі. Забобони також представлені в негативному, але зрозумілому світлі, а бюрократія іноді також представлена негативно.

## Літературне значення та рецепція
Журнал «Локус» мав короткий огляд Керолін Кушман на «Учень драконоловця» у їх лютневому номері 1999 року.

## Нагороди та номінації
«Учень драконоловця» (видання Scholastic New Zealand) став фіналістом премії Дитяча книга Нової Зеландії 1998 року й, по суті, стала найкращою молодіжною книгою. Спонсорами нагороди є New Zealand Post.